# Antonin Perbòsc
Antonin Perbòsc (La Barta, Baix Carcí, Llenguadoc 1861 - Montalban 1944) ha estat un gramàtic i escriptor occità. Pedàgog i bibliotecari, va ser amic de Jean Jaurès i influït pel parnassianisme. Contribuí com a lingüista a la tasca de depuració de la llengua occitana i per a restituir-li la seva grafia clàssica. El 1889 publicà un article a la revista Mount Segur on presentava les tesis d'unificació lingüística. Amb aquesta idea, amb Prospèr Estieu (1860-1939) fundarien el 1904 l'Escòla Occitana, encara que no entraria en funcionament fins al 1919, i fins al 1920 no publicarien el primer esbós de gramàtica occitana unificada, basada en la llengua dels trobadors, però només amb projecció a Tolosa de Llenguadoc i al Llenguadoc. Alhora, s'havien d'enfrontar, per una banda, amb el mistralisme a ultrança dels provençals Pèire Devoluy i Sully-Andrièu Peyre, i amb la gascona Escola Gastó Febus, que tenia idees pròpies sobre la gramàtica.
Com a escriptor, ha escrit poesia, abundosa i serena, amb un llenguatge magnífic, recolzat en la tradició popular. Partint de la temàtica felibrenca, en transforma la ideologia i crea una cosmogonia pròpia. Les seves recerques etnogràfiques li fan adoptar un to familiar que palesa la seva il·lusió davant el món i la vida amb versos d'una riquesa i una plasticitat extraordinàries.

## Obres
- Remembransas (1902)
- Lo got occitan (1903)
- Fòc nòu (1904)
- L'arada (1906)
- Guilhem de Toloza (1908)
- Lo libre dels ausèls (1924)
- Psophos (1925),
- Les langues de France à l'école (1926) estudi
- Second libre dels ausèls (1930)
- Fablèls (1936)
- Lo libre del campèstre